# Daux
Daux (em occitano:  Daus) é uma comuna francesa na região administrativa da Occitânia, no departamento do Alto Garona. Estende-se por uma área de 16.88 km², com 2.381 habitantes, segundo o censo de 2018, com uma densidade de 140 hab/km².